# Chemin de fer d'Épinac
Le chemin de fer d’Épinac figure au nombre des toutes premières voies ferrées construites en France. À vocation industrielle, il a été sollicité à l'administration des Ponts et Chaussées par la Société « Samuel Blum et fils » pour relier les mines d’Épinac, en Saône-et-Loire, lui appartenant à une gare d’eau sur le canal de Bourgogne à Pont-d'Ouche, en Côte-d'Or.
Il s’agit de la dernière concession de chemin de fer accordée sous la Restauration, après celles de Saint-Étienne à la Loire, de Saint-Étienne à Lyon et d’Andrézieux à Roanne. Comme ses prédécesseurs, ce chemin de fer est conçu pour le transport de la houille mais n’a pas connu le même destin que les trois autres.
Elle était en effet isolée, non reliée à une ligne principale, et ses propriétaires n’ont pas eu les moyens de leur ambition pour créer, à partir de cette voie ferrée, un réseau concurrent à celui de la Compagnie des chemins de fer de Paris à Lyon et à la Méditerranée (PLM), à laquelle elle échut après que l’État eut racheté la concession.
De construction archaïque, le PLM entreprit sa modernisation pour le seul transport de voyageurs et elle devint une portion de la Ligne de Dijon-Ville à Épinac, à une époque où déjà se posait l’avenir des lignes secondaires.
Elle connut ainsi le même sort que nombre de lignes secondaires dans l’entre-deux guerres pour finalement disparaître à l’exception d’une section de 7 km entre Bligny-sur-Ouche (départ) et Pont-d'Ouche exploitée depuis 1978 par le train touristique à vapeur « Chemin de fer de la vallée de l'Ouche ».

## Le contexte
Rappelant, dans une bien moindre mesure, l’histoire ferroviaire du bassin houiller stéphanois, le gisement d’Épinac, fruit d’une histoire chaotique, se trouva mêlé à un vaste projet ferroviaire irréaliste.

### Contexte historique
Découvert au milieu du XVIIIe siècle, le gisement d’Épinac est reconnu par un « sondeur », François Rozan, qui commence son exploitation à Résille, près d’Épinac, après autorisation donnée par l’intendant de Bourgogne en 1754. Cependant, le comte de Clermont-Tonnerre, seigneur d’Épinac, fit reconnaître ses droits sur le gisement par arrêt du Conseil, le 28 janvier 1755, dépossédant ainsi Rozan. Il fait appel à l’ingénieur des mines Mathieu qui fait construire des fours à chaux et à brique pour consommer le charbon extrait de la mine, ainsi qu’une verrerie dont la production sert à l’embouteillage des vins de la région. Mais l’affaire est mal conduite et est donnée à bail aux frères Mozer pour dix ans. Le comte de Clermont-Tonnerre ayant été dépossédé à son tour lors de la Révolution, la concession est attribuée pour 50 ans aux frères Mozer par décret le 25 thermidor an XIII (13 août 1805). La concession est devenue perpétuelle en vertu de la loi de 1810. Faute de ressources suffisantes, ils cèdent l’exploitation à Jacques-Nazaire Piotet, ancien maître chirurgien devenu officier de santé. Entre 1822 et 1825, l’exploitation est suspendue. En 1826, Piotet revend à la société « Samuel Blum et fils » la concession et dépendances, la verrerie et ses dépendances ainsi que les biens meubles du château. Le 20 novembre 1826 est créée la « Société en commandite pour l’exploitation de la houillère d’Épinac autrement dite de Résille commune d’Épinac ». Par un additif de février 1827, la Sté « Samuel Blum et fils » fait apport à la société en commandite, de la verrerie d’Epinac et ses dépendances. La société est dissoute le 26 novembre 1827. Puis en août 1828, Jacob-Samuel et David-Samuel Blum, représentant la Sté « Samuel Blum et fils », créent avec J. B. de Joannis (parfois écrit pas erreur Joannès) une société en nom collectif « Blum frères, Joannis et compagnie » pour la possession, l’exploitation et la mise en valeur des houillères d’Epinac. Joannis détient 1/8e de la société. Mais leur association est défaite par sentence arbitrale du 3 novembre 1828 et définitivement rompue par arrêt de la Cour royale de Dijon le 16 janvier 1830. Dès la fin de l’année 1828, les démarches s’effectuent au seul nom de « Samuel Blum et fils ».

### Contexte socio-économique
Comme tout bassin houiller, la mine d’Épinac s’est trouvée confrontée à la question de l’amélioration de ses débouchés notamment par le transport à moindre coût de sa production vers les sites de consommation (industrie sidérurgique et métallurgique) pour faire face à la concurrence. Déjà, au XVIIIe siècle, Mathieu avait envisagé de rendre navigable l’Arroux et de relier la rivière par un canal jusqu’à Dijon. Blum (fils) qui était en relation avec les saint-simoniens et comme eux influencé par diverses publications au lendemain de l’Empire,, s’intéresse à la question des chemins de fer. À cet égard, Jacob-Samuel Blum écrit deux opuscules relatifs à une ligne joignant Le Havre à Marseille,. Pour lui, le chemin de fer d’Épinac n’est qu’un maillon d’un projet plus vaste visant à la constitution d’un réseau ferroviaire à travers le pays. L’ingénieur des mines Beaunier (1779-1835), qui construisait le chemin de fer de Saint-Étienne à la Loire, avait été sollicité pour faire partie du conseil d’administration de la mine d’Épinac et avait accepté, pour le moins, de donner un avis sur un projet de chemin de fer.

## Les origines de la ligne
Le 15 mars 1828, « Samuel Blum et fils » et Joannis déposent une première demande de concession d’un chemin de fer d’Épinac à Pont-d'Ouche auprès de l’administration des Ponts & Chaussées, proposant un péage de 15 centimes par tonne au kilomètre. Les Ponts & Chaussées qui ont lancé un vaste plan de voies navigables au début des années 1820 (plan Becquey) ne pouvaient toutefois pas refuser de s’intéresser à un moyen de transport en plein essor en Angleterre et qui pouvait compléter opportunément les réseaux fluviaux et canalisés.
Bien que deux directions soient envisagées, l’une pour rejoindre le canal de Bourgogne distant de 28 km d’Épinac, l’autre vers le canal du Centre distant de 20 km, c’est finalement la première direction qui est privilégiée car la seconde fait craindre une concurrence avec les houilles du Creusot et de Blanzy. Au surplus, le canal de Bourgogne permet des relations avec les entreprises métallurgiques de la Seine et de l’Aube. La double direction envisagée n’est pas sans rappeler la solution retenue pour désenclaver le bassin minier de Saint-Étienne tant vers la Loire (lignes Saint-Étienne-Andrézieux et Andrézieux-Roanne) que vers le Rhône (ligne Saint-Étienne - Lyon).

## L’examen du projet
Les procédures d’examen du projet dureront deux ans, de 1828 à 1830.

### L’opportunité du projet
Sollicité par l’administration des Ponts & Chaussées, l’ingénieur Eugène Berthot, d’Autun, rend le 15 avril 1828 un rapport favorable quant à l’utilité de la ligne en raison du développement de la mine par les nouveaux débouchés créés par elle, l’accroissement consécutif du trafic sur le canal de Bourgogne et l’amélioration des activités commerciales et industrielles par l’arrivée de matières premières en plus grandes quantités. Cet avis est rendu d’autant plus favorablement que Berthot est chargé par les Blum d’étudier le tracé de la voie. Cet avis est suivi par l’ingénieur en chef Lessan devant le Conseil général des Ponts & Chaussées qui décide, le 15 juillet 1828, d’autoriser les préfets à procéder aux enquêtes locales. Le Conseil retient également, la possibilité de prolonger la ligne vers le canal du Centre. Enfin le Conseil d’État sollicité rend son avis dans les derniers mois de l’année 1828.

### Les enquêtes locales
Le 2 janvier 1829, Becquey adresse aux préfets de Saône-et-Loire et de la Côte d’Or les instructions pour mener ces enquêtes et réunir la commission locale chargée d’entendre les doléances. Il invite parallèlement Blum à remettre un avant-projet complet accompagné des plans parcellaires des propriétés à acquérir. Ces plans seront remis le 11 avril.
Le projet de la voie ferrée suscite l’hostilité des populations au motif que son utilité n’est pas démontrée dans la mesure où la ligne ne sert que les intérêts de la mine d’Épinac, le gisement ne suffira pas à alimenter le trafic projeté, les routes permettent suffisamment le transport de la houille extraite et le tracé en fond de vallée sacrifie les meilleures terres.
Le 30 mai 1829, est réunie la commission locale comprenant en son sein l’ingénieur ordinaire des ponts Henry Darcy qui, ultérieurement, marquera l’histoire ferroviaire de Dijon. La commission est d’avis de ne rien changer ni au tracé ni aux plans, recommandant seulement une meilleure indemnisation d’expropriation.
Le préfet de la Côte d’Or, partagé entre l’hostilité de la population et l’avis favorable de la commission décide de sursoir son avis en attendant celui du préfet de Saône-et-Loire où est implantée la mine d’Épinac, mais finalement il rend un avis favorable en suivant celui identique de son collègue.

### La déclaration d’utilité publique

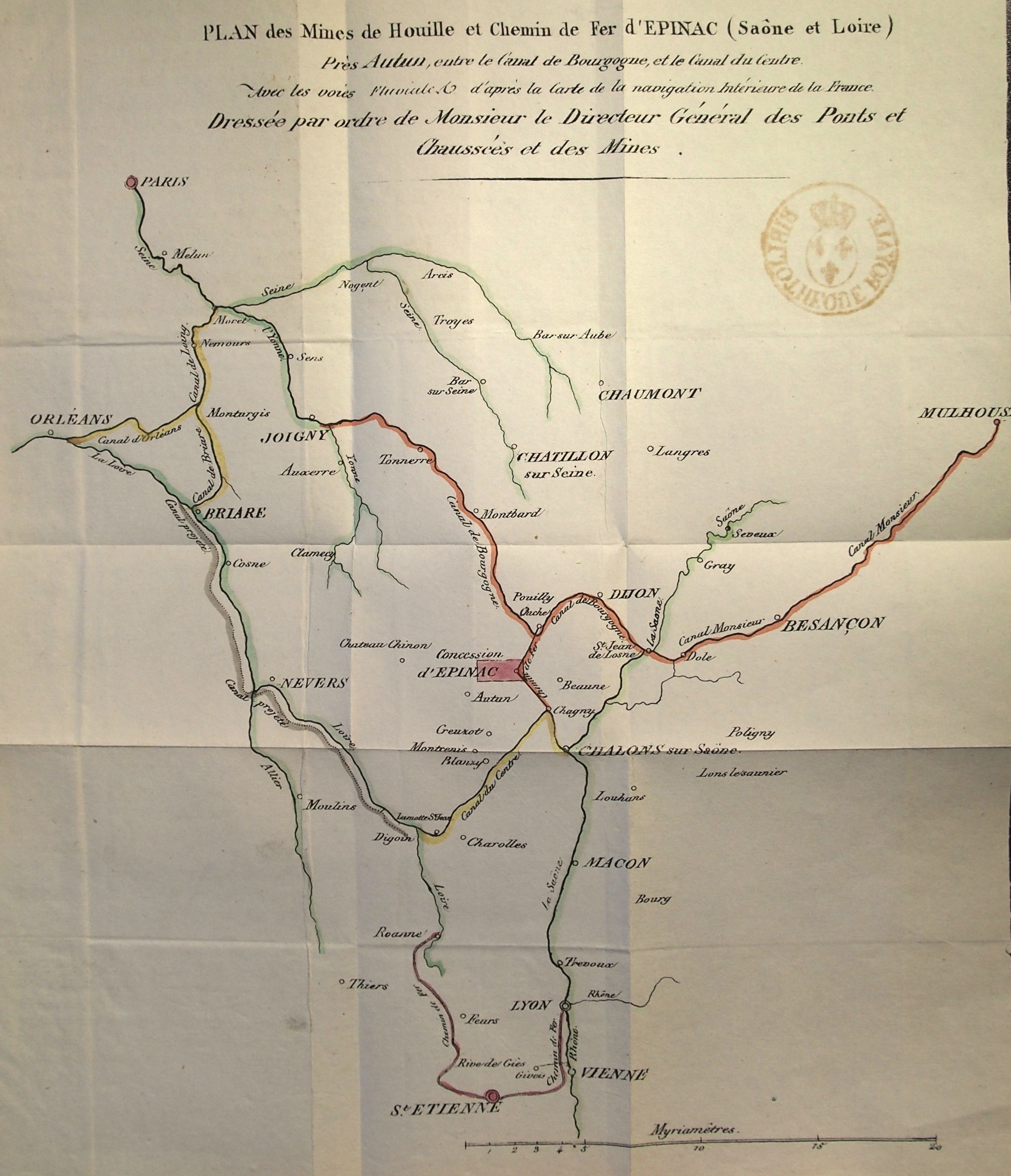
Carte du chemin de fer d'Epinac (circa 1830).

Le Conseil général des ponts et chaussées, réuni le 7 novembre 1829, doit examiner à la fois deux questions ; celle du tracé et celle de l’utilité publique.
La première est renvoyée dans l’attente de recevoir les profils en long et en travers de la voie. La seconde soulève le problème de confier à une initiative privée (la Compagnie des houillères) le droit exorbitant d’expropriation (porter atteinte au droit inaliénable de propriété) dans le seul intérêt de servir une entreprise particulière (le transport de la houille de la mine au canal). Pour cela il faut que la nation tire un avantage très élevé à renoncer à un pouvoir intrinsèque de la puissance publique. Cette exception ne peut se justifier que si la houille d’Épinac est d’une qualité exceptionnelle et en quantité durablement suffisante pour approvisionner le commerce. Mais pour en juger, il convient de saisir le Conseil général des mines. Pour rendre son avis, il prend connaissance du rapport rédigé à la demande de Blum par l’aspirant ingénieur Michel Chevalier (adepte de la doctrine saint-simonienne et qui connut par la suite un parcours professionnel et politique de premier plan) et contrôlé par l’ingénieur Payen ainsi que par l’ingénieur De Rozière, chef de la circonscription minière dont relève Épinac. Leurs rapports sont étudiés en décembre 1829. Tous trois estiment, à des variantes près quant à l’étendue du gisement et à sa réserve ainsi que sur l’abaissement du prix de la houille engendré par un coût de transport réduit, que l’exploitation accrue de mine d’Épinac par l’effet du chemin de fer et du canal de Bourgogne aura des effets très favorables sur les nombreuses usines de la Côte d’Or, de la Haute-Marne, du Doubs et du Haut-Rhin dont l’ensemble constitue la plus importante zone métallurgique du pays. Grâce à la voie ferrée les débouchés des mines d’Épinac seront considérablement étendus, pour le plus grand bien des industries,. Le Conseil des Mines se déclare donc favorable à l’utilité publique.
Fort de cet avis, le Conseil général des Ponts & Chaussées rend, le 3 janvier 1830, un avis favorable à la déclaration d'utilité publique, d’autant qu’il avait reçu entretemps les plans et profils demandés.

### Modalité d’attribution de la concession
Deux modalités s’offraient à l’administration ; soit une concession directe avec soumission, soit une adjudication avec un cahier des charges. Le projet ne pouvant intéresser que la Compagnie d’Épinac, la concession directe n’était pas de nature à provoquer des abus (la même solution avait été retenue pour le chemin de fer de Saint-Étienne à la Loire). Par suite, la concession à perpétuité est attribuée à « Samuel Blum et fils » par ordonnance royale du roi Charles X en date du 7 avril 1830,,. La construction de la ligne est à la charge du concessionnaire sans prêt, subvention ou garantie d’intérêt. L’administration se réserve un droit de regard sur la construction et l’exploitation.

## La construction
La ligne ne fut pas construite par la Compagnie des houillères et du chemin de fer d’Épinac, mais par Jacob-Samuel Blum lui-même à l’issue d’une transaction particulière.

### La Compagnie des houillères et du chemin de fer d’Épinac
À l’origine, est envisagée une société dénommée Compagnie des houillères et du chemin de fer d’Épinac selon des statuts déposés chez Me Lambert, notaire à Paris, signés le 9 mai 1829 qui font mention de la liste des actionnaires annoncés dont Milleret et Beaunier déjà actionnaires de la Compagnie du chemin de fer de Saint-Étienne à la Loire (Andrézieux).
L'objet de la société est :
- l'exploitation du bassin houiller d'Épinac et la vente de charbons ;
- la construction et l'exploitation du chemin de fer d'Épinac à Pont-d'Ouche ;
- de traiter avec les entreprises environnantes du bassin houiller pour leur fournir les charbons nécessaires.

Samuel Blum et Fils apportent à la société pour un montant évalué à 900 000 F ;
- la propriété de la matériel et mobilier servant à l'exploitation des mines ;
- tous les droits résultant de la demande de concession, conjointement avec de Joannis, du chemin de fer d'Épinac à Pont-d'Ouche ;
- tous les plans et devis relatifs au chemin de fer ;
- le domaine du Curier ;
- des terres (pâture, prés, bois) autour des mines ;
- la jouissance et la propriété des chemins appartenant à Samuel Blum et Fils servant à l'exploitation des mines.

La capital social de 3 MF de la société (apports des Blum, devis du chemin de fer estimé à 1 100 000 F et compté finalement pour 1 600 000 F, fonds de roulement et dépenses imprévues 500 000 F) est divisé en 3 000 actions de capital de 1 000 F et 500 actions de jouissance, desquelles 900 actions de capital et 500 actions de jouissance sont attribuées à la société Samuel Blum et Fils. Le capital social est affecté au remboursement des apports de Samuel Blum et Fils, à la construction du chemin de fer et à un fonds de roulement (0,1 MF).
Le conseil d'administration est composé de Vassal (administrateur, président du conseil), d'Arcet, Beaunier, Desmoutis, Thomas-Nodler, Cuoq et Milleret (administrateurs).
La souscription des actions est ouverte à Paris chez :
- Me Dominique Lambert, notaire ;
- MM R. Vassal et Cie ;
- MM Thomas-Nodler et Pivent aîné ;
- M. Milleret[note 17].

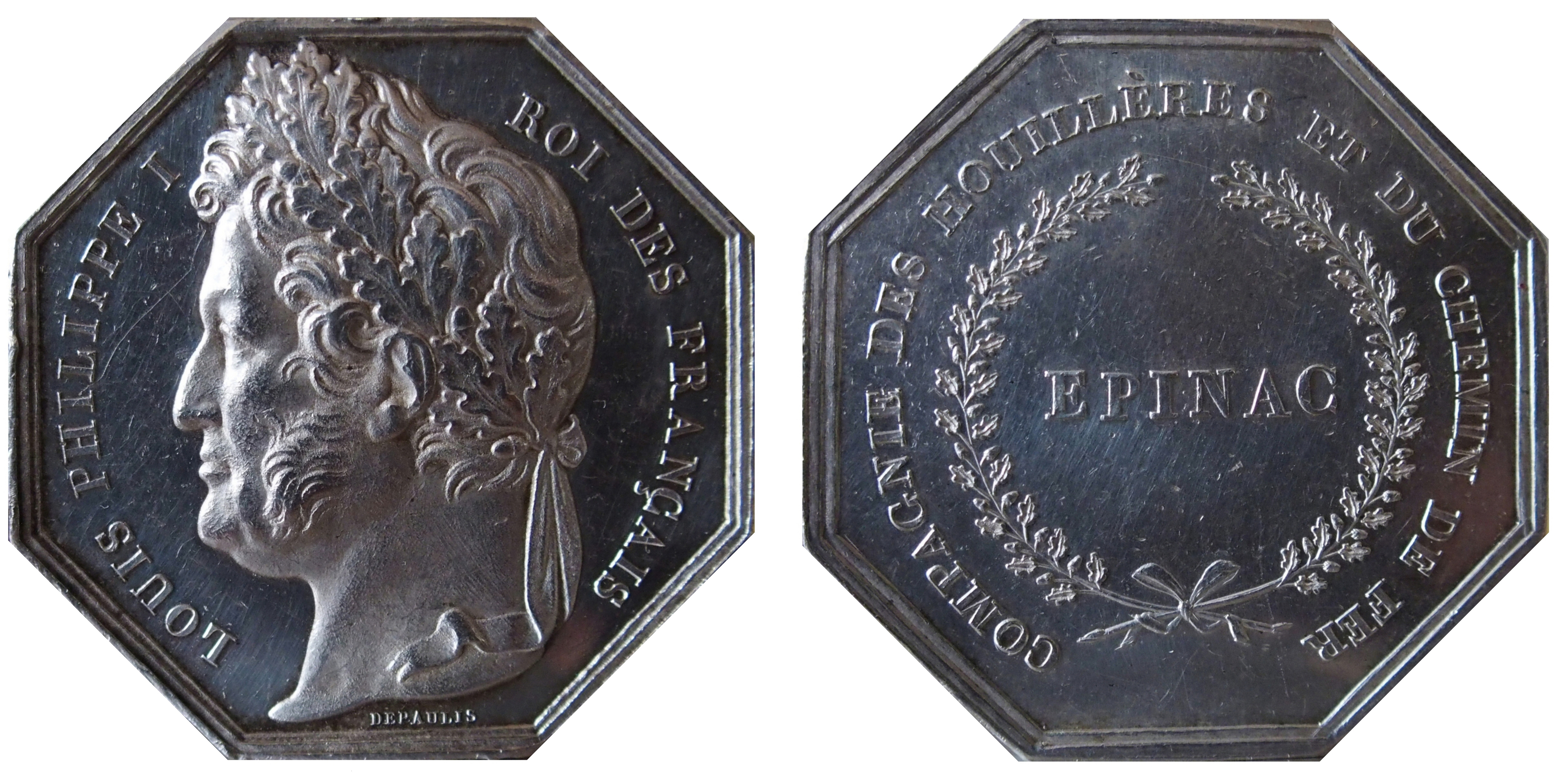
Jeton de présence de la Cie des houillères et du chemin de fer d'Épinac.

Cependant, vraisemblablement faute de pouvoir réaliser cette première société, dès le 21 août 1829, les Blum, contre la somme de 800 000 F, vendent à Deslyons de Noircarme, propriétaire et industriel verrier à Saint-Omer, les mines et les terres d’Épinac avec les droits à la concession du chemin de fer en cours d’examen. Par la suite, tous deux s’engagent à former la société « Compagnie des houillères et du chemin de fer d’Épinac » dans laquelle Deslyons de Noircarme apporte les biens et droits qu’il a reçu des Blum et une somme de 600 000 F au titre du fonds de roulement. En contrepartie, Deslyons de Noircarme reçoit la presque totalité des actions de la société. Toutefois, le 9 décembre 1830, un dénommé Bocquet se substitue à Deslyons de Noircarme dans toutes ses obligations.
Jacob-Samuel Blum construit à forfait la ligne moyennant la somme de 1 450 000 F ; il opère ainsi pour le compte de la compagnie percevant à ce titre des appointements de 500 F/mois. En juin 1830, la comptabilité laissant à désirer, un nouveau gérant est nommé cependant Jacob-Samuel Blum conserve ses appointements. N'ayant pu donner de soins aux affaires de la société et trop souvent absent du fait de ses voyages, les appointements de Jacob-Samuel Blum sont supprimés en février 1831.
Enfin, en octobre 1832, le capital social de la société est porté à 6 MF, soit 600 actions de 10 000 F chacune selon un acte passé devant Me Lehon, notaire à Paris.
Ultérieurement, parmi les actionnaires de la Compagnie des houillères et du chemin de fer d’Épinac, on trouve le banquier d’origine suédoise Jonas Hagerman, résidant à Paris, qui ne fut pas étranger, comme nombre d’acteurs de la Haute banque à l’époque, à l’histoire des chemins de fer. En effet, propriétaire, avec Mignon, des terrains de Tivoli à Paris, il aménagea le quartier de l’Europe où s’installa le premier débarcadère du Paris-Saint Germain, et il fut l’un des financiers du Paris-Orléans. C’est à sa mort, en 1839, que les intérêts représentés au conseil d’administration du Paris-Orléans changèrent de main au profit du groupe dirigé par Bartholony et au détriment de Lecomte, l’initiateur de la ligne. Hagerman était également actionnaire du canal de Bourgogne. Les milieux d'affaires châlonnais ou dijonnais sont absents du capital de la compagnie.

### Le tracé
La ligne débute au puits du Curier (cote 340) à peu de distance du bourg d’Épinac. Elle franchit la limite du département de la Côte d’Or, remonte la vallée du Molinot, traverse la route nationale 6 près d’Ivry-en-Montagne, et atteint le faîte de Cussy-la-Colonne (cote 493). Elle passe ensuite non loin de la colonne romaine puis, en face de Montceau-et-Écharnant, descend vers la vallée de l’Ouche en passant par Écutigny, Vic-des-Prés et Bligny-sur-Ouche (cote 353). Enfin après avoir passé Thorey-sur-Ouche, elle rejoint Pont-d'Ouche (cote 335) où sera construite une gare d’eau sur le canal de Bourgogne.
La ligne est à voie unique, avec des « croisières » (terminologie de l’époque pour désigner des évitements) de 120 m de long tous les 4 000 mètres. Les courbes sont nombreuses mais jamais inférieures à 300 m. La voie, à écartement standard (pour autant qu’à l’époque cette notion fut partagée par tous les constructeurs), est constituée de rails en fer laminé d’un poids de 13 kg/m posés sur des dés en pierre au moyen de coussinets. La plateforme est large de 4 m. Le profil en long dénote le caractère primitif de la ligne à l’instar de celles entre Saint-Étienne et la Loire. Composée de trois sections (Épinac-Ivry, Ivry-Montceau, Montceau-Pont-d'Ouche), le profil comporte deux plans inclinés ; orienté vers Épinac, le premier est situé avant Ivry sur une distance de 350 m pour une pente de 12 ‰, le second orienté vers Pont-d'Ouche est situé à Montceau sur une distance de 800 m pour une pente de 4,5 ‰,. Le premier plan incliné est alimenté par une machine à vapeur stationnaire d’une puissance de 20 cv. Le second plan incliné est automoteur ; les wagons chargés descendant font remonter les wagons vides.

### Les travaux
Les travaux de construction sont dirigés par Berthot, ingénieur des Ponts & Chaussées, Bonnet, ingénieur civil, ainsi que par Fantet et Bodson ingénieurs des mines d’Épinac. Selon l’acte de concession de 1830, ils devaient être terminés au plus tard trois ans après, soit le 7 avril 1833. Ils débutent en juin 1830 sur la section Épinac-Ivry, mais prennent du retard. Début 1832, les travaux sont réalisés d’Épinac à Yvry, de même que la machine à vapeur pour actionner le plan incliné d'Yvry est installée. En avril 1832, évoquant les conséquences néfastes de la Révolution de 1830 et alors que la voie atteint tout juste la route nationale 6, Blum demande la prorogation du délai jusqu’au 7 avril 1835. Legrand, qui avait succédé à Becquey à la tête des Ponts & Chaussées, voulut s'entourer d’avis qui rendirent compte que Blum ne se pressait guère d’indemniser les propriétaires expropriés ni de payer les entrepreneurs de travaux. Le Conseil général des Ponts & Chaussées, peu attentif aux récriminations d’ordre privé contre Blum, estime cependant, dans sa séance du 23 février 1833, ne pas devoir accorder cette prorogation au-delà de 1835. Finalement la ligne est achevée en 1835 mais compte tenu d’éboulements provoqués par des inondations et les gelées, la ligne n’est véritablement praticable dans son entier qu’en novembre 1836.

### La réception de la ligne
À la fin des travaux, la Compagnie d’Épinac demande aux Ponts & Chaussées d’organiser la réception de la ligne, c'est-à-dire de vérifier si la construction répond à toutes les dispositions des clauses de soumission annexées à l’ordonnance relative à la concession. Blum proteste de cette exigence, arguant que les textes de 1830 ne la justifiaient pas. Les Ponts & Chaussées, s’appuyant sur les dispositions de l’article 13 des clauses de soumission, procèdent à la reconnaissance et à la réception de la ligne, sollicitant l’avis de l’ingénieur en chef Hurel et de l’ingénieur ordinaire Henry Darcy. Leur rapport daté du 23 décembre 1835 est défavorable au regard de négligences dans certains travaux pour l’écoulement des eaux et le franchissement des routes. Un délai supplémentaire est accordé pour remédier à ces désordres. Ce n’est qu’en juin 1837, que Hurel estime satisfaisant les travaux réalisés permettant au Conseil général des Ponts & chaussées d’homologuer la ligne, le 10 août 1837. Le prix de revient de la ligne fut d’environ 58 000 F par kilomètre.
Avec la réception de la ligne, l’histoire de la ligne d’Épinac s’émancipe de celle des Blum, son initiateur.
Entre le dépôt de la demande de concession et l’ouverture officielle de la ligne, près de dix ans se sont écoulés (1828-1837).

## L’exploitation
À l’exception des plans inclinés, la traction est, à l’origine, animale. Par contrat avec les exploitants agricoles aux alentours d’un secteur déterminé, des chevaux ou des bœufs tiraient les convois quand les travaux agricoles n’étaient pas urgents. Parfois même la gravité suffisait de Cussy à Ivry ou du bas Montceau à Bligny, sous la sauvegarde des préposés aux freins. Il fallut également remplacer les dés en pierre qui assuraient mal l’écartement uniforme des rails.
C’est à l’occasion de la transformation de la Compagnie en « Société anonyme des houillères et du chemin de fer d’Épinac », en 1850, que l’emploi de locomotive à vapeur est décidé. Il est à noter que l’on retrouve dans le nouvel actionnariat (assemblée générale des 3 août et 26 novembre 1850), les héritiers Hagerman (hoirie de Jonas Hagreman) et, parmi les membres du conseil d’administration, l’un de ses gendres, Renouard de Bussière.
Les premières locomotives sont mises en service entre Épinac et le plan incliné d’Ivry, vers le milieu de l’année 1855. Cependant, à la suite de tracasseries des riverains au regard de l’imperfection de la clôture de la ligne et d’un accident mortel à un passage à niveau à Ivry, l’administration oblige la société à présenter des plans complets des aménagements à réaliser. Elle accroissait ainsi son contrôle sur la ligne, tant sur l’exploitation que sur la traction. Ce n’est que le 12 mai 1862 que l’administration autorise la traction par locomotive entre le puits Curier et le premier plan incliné, puis entre ce premier plan incliné et le second. Pour la dernière section, de Montceau à Pont-d'Ouche, les négociations pour l’emploi de locomotives à vapeur débutent en 1859 pour être autorisées le 20 novembre 1860.
Les deux premières locomotives sont commandées au Grand Hornu, en Belgique, et livrées en 1855. Elles portaient les noms « Arroux » et « Ouche ». Un second lot de quatre locomotives est commandé à André Koechlin & Cie à Mulhouse et livrées successivement en 1856 et 1859. Elles portent les noms « Doubs », « Saône », « Yonne » et « Adrée ».
Cinq ans ont ainsi été nécessaires pour l’utilisation de locomotives à vapeur à la traction des convois sur les différentes sections de la ligne (1855-1860).
Peu après sa transformation en société anonyme, une réglementation est édictée en 1858 : un règlement général, applicable à tout le personnel des mines et de la voie ferrée, six règlements particuliers, dont un spécifique à la voie ferrée.

## Ambulant postal

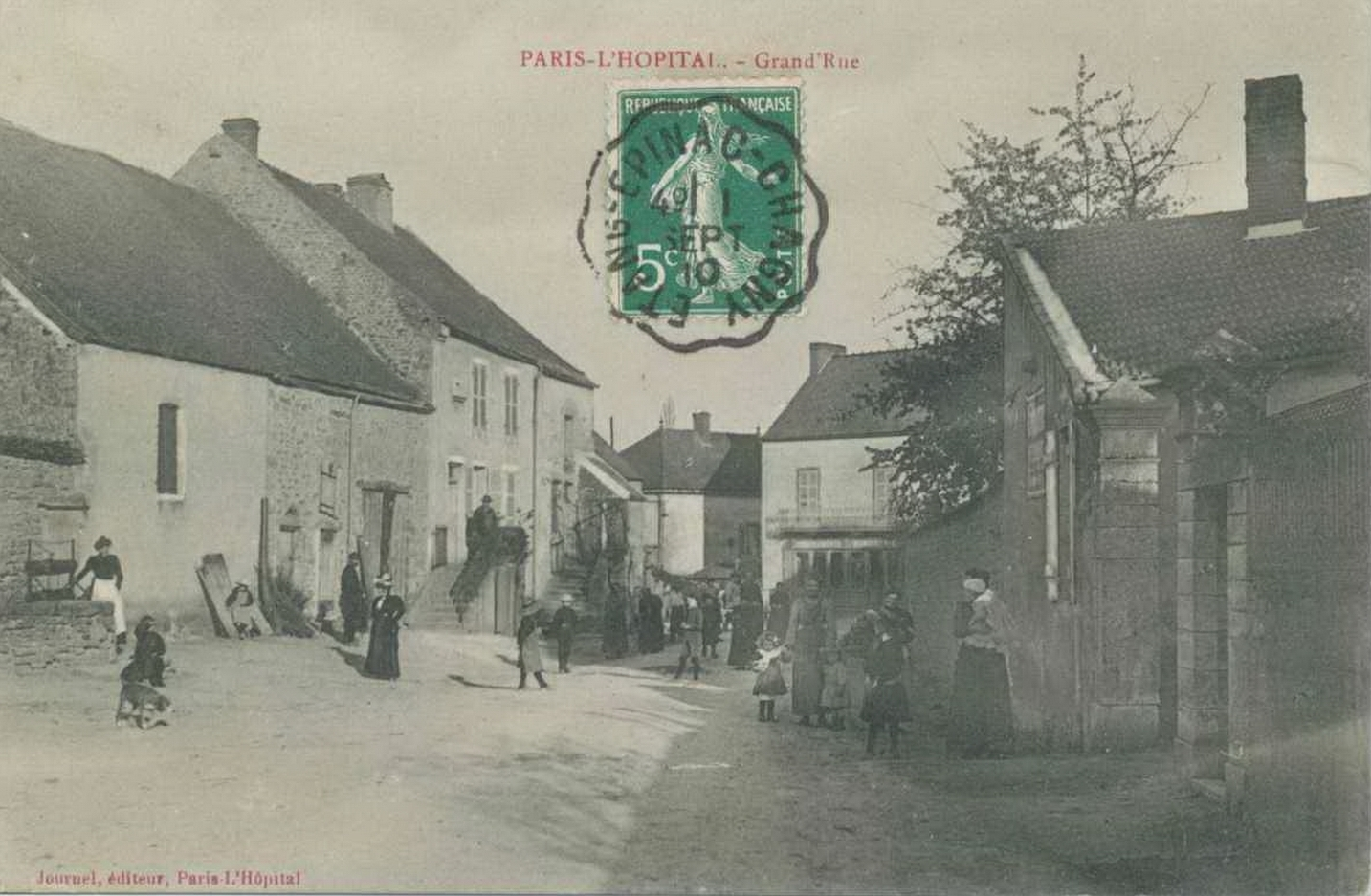
Carte postale comportant le timbre à date crénelé d'ambulant postal sur la ligne d' Epinac à Chagny daté du 4 septembre 1910.

Un service d' ambulant postal a fonctionné sur cette ligne avant la guerre 14. Les lettres étaient déposées dans les gares et, dans le train, un employé oblitérait le courrier avec un timbre à date rond à créneaux, typique des cachets d'ambulants postaux français du début du XXe siècle.

## Le trafic
Exclusivement industriel, le chemin de fer ne transporte que le charbon et le coke des mines d’Épinac à la gare d’eau de Pont-d'Ouche. Le tonnage transporté qui est passé de 500 tonnes à 1 750 tonnes entre 1830 et 1835, s’élève rapidement par la suite : 53 000 T en 1837, 76 000 T en 1845, 160 000 T en 1860. Le succès semble donc au rendez-vous. D’autant que les prévisions de Blum et Chevalier se réalisent puisque la houille se dirige tant vers Montbard et les usines du Châtillonnais que vers Dijon et les régions de l’est. La voie ferrée sert également la verrerie en transportant le sable depuis Pont-d'Ouche. Mais il n’y a quasiment pas de transport de produits agricoles et encore moins de service voyageur (gare, horaire), même si la société laisse monter gratuitement dans les wagons les habitants le long de la ligne. Seul le service postal est assuré.

## Le déclin
Au tournant des années 1860, la prospérité des houillères de la région laisse augurer les plus grands espoirs bien que la question des débouchés, et donc des transports, soit toujours d’actualité compte tenu de l’accroissement de la production.

### Les ambitions irréalistes
Les houillères d’Épinac voient dans l’extension du réseau local de la Compagnie PLM, formée en 1857, un concurrent redoutable. En 1862, cette dernière construit une ligne de Chagny à Moulins et envisage de construire, contre une subvention de 8 MF de l’État, une ligne de Chagny à Nevers par Santenay, Nolay, Épinac, Autun et Étang-sur-Arroux.

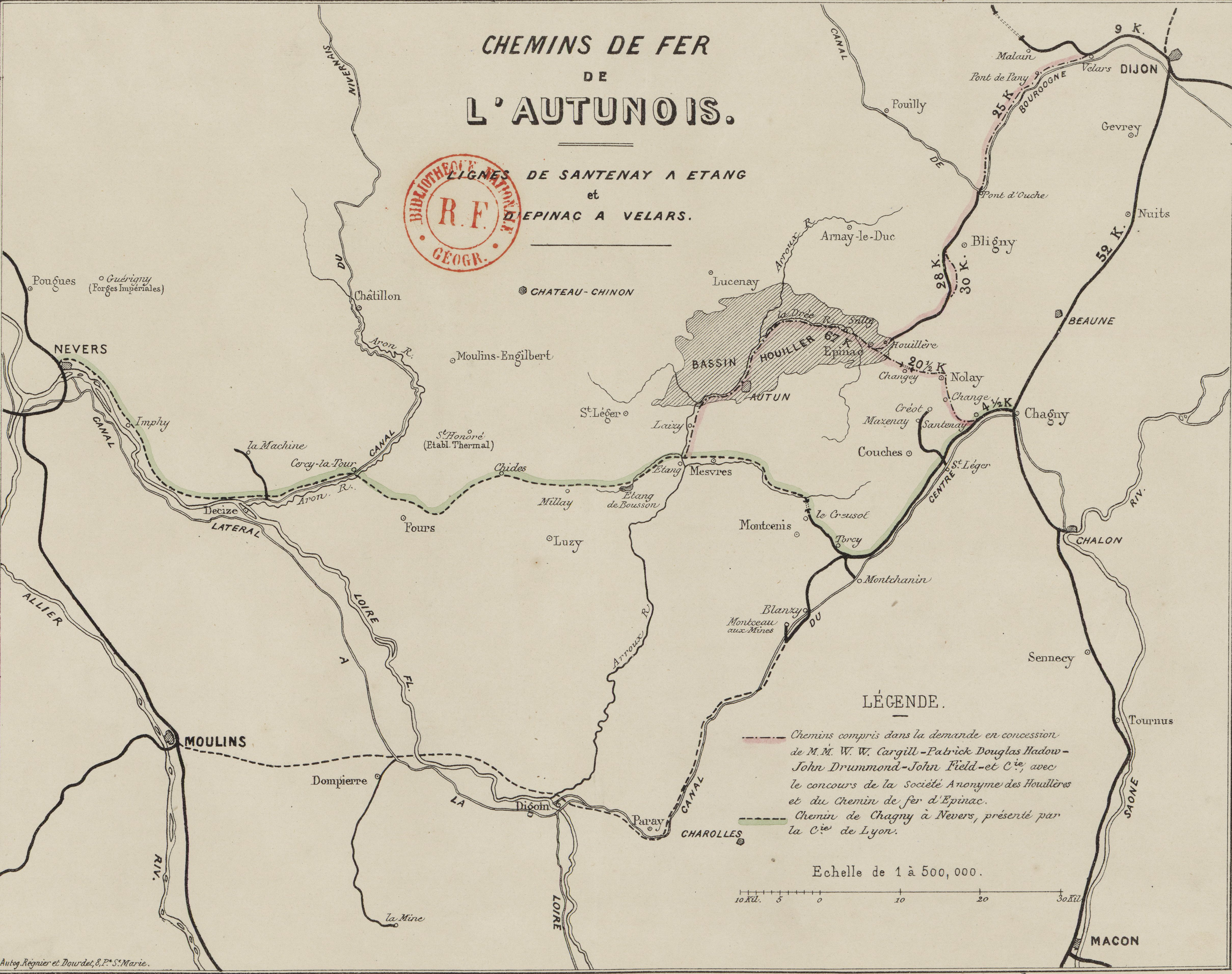
Carte des chemins de fer de l'Autunois

Face à cette concurrence, la Société des houillères d’Épinac pense pouvoir adjoindre à son programme industriel minier un vaste programme ferroviaire et commercial. À cette fin, elle conçoit, avec l’appui de capitaux britanniques et pour le même montant de subvention, une « Société des chemins de fer de l’Autunois » qui reprend à son compte le chemin de fer d’Épinac en le prolongeant jusqu’à Velars (25 km) où il se raccorderait à la ligne Paris-Lyon et sollicite la construction de la ligne Santenay-Etang. Le 2 juillet 1862, une demande en ce sens est déposée auprès du ministre des Travaux publics faisant valoir les mêmes arguments économiques de développement que ceux développés en 1828-1829.
Devant le peu d’empressement du ministre, la société complète son projet, en janvier 1863, par une troisième ligne d’Épinac à Semur et Montbard. La société envisage de la sorte un véritable réseau à l’intérieur du territoire du PLM. Ces projets soulèvent l’enthousiasme des populations locales. Consciente du danger, la Compagnie PLM intervient auprès du gouvernement et se fait attribuer la ligne Santenay - Étang avec une subvention réduite à 5 MF (loi du 23 avril 1863). Cette décision marque la fin des ambitions du projet ferroviaire de la Société des chemins de fer de l’Autunois.
Cependant, la Société des houillères d’Épinac ne renonce pas à son ambition mais la réduit, en juin 1863, au seul prolongement jusqu’à Velars, à ses frais et sans garantie de l’État, tout en s’engageant à moderniser la ligne primitive pour en faire une véritable voie ferrée moderne. Le gouvernement voulant, sans doute, tenir la balance égale entre le PLM et société d’Épinac ordonne de soumettre à enquête cette proposition. La commission d’enquête rend un avis favorable qui n’est pas suivi par le ministre des Travaux publics, Armand Béhic, hostile à ce projet en raison de la concurrence de la ligne de Dijon à Chagny déjà construite et de la faiblesse des populations desservies. Ce n’est que grâce à l’entremise du maréchal Mac Mahon, propriétaire du château de Sully près d’Épinac et ardent défenseur des industries de la région, qu’un décret impérial du 1er août 1864 autorise le prolongement, la rectification de la ligne primitive et le raccordement de la ligne Santenay-Étang à Épinac ; l’ensemble formant une seule et même concession. Enfin, élément important, la Société des houillères est dispensée du versement d’une caution en contrepartie de l’abandon du caractère perpétuel de la concession originelle de 1830, ramenée à 99 ans. Le 10 novembre 1864, l’assemblée générale de la Société des houillères donne son accord aux textes annexés au décret du 1er août (convention et cahier des charges).
Malheureusement, cette ultime victoire fut le « chant du cygne » du chemin de fer d’Épinac.

### La déchéance
Les projets de 1864 sont partiellement réalisés. Le raccordement avec le PLM à Épinac est rapidement exécuté en 1868. En 1869, le plan incliné de Montceau est supprimé sans toutefois que la nouvelle voie corresponde en tous points aux prescriptions techniques requises. C’est la raison pour laquelle les Ponts & Chaussées refusent le projet, en 1873, de suppression du second plan incliné à Ivry. Par contre, le prolongement vers Velars ne fut jamais sérieusement engagé. La Société des houillères comprend très vite qu’elle ne dispose pas de l’assise financière nécessaire à ces travaux sans remettre en question le développement industriel des mines.
Au surplus, les traités de libre-échange ont pour effet de rendre plus vulnérables les régions consommatrices de la houille d’Épinac, contrecarrant les espoirs initiaux tels que pressentis par Blum ; les forges du Châtillonnais et du Jura disparaissent les unes après les autres. La société se rendant compte de son erreur ne fait qu’éluder ses obligations jusqu’à demander l’annulation de la concession de 1864 s’agissant du prolongement à Velars. La commission d’enquête réunie en 1873 à la demande des Ponts & Chaussées, est d’avis de repousser la demande de la Société qui demande en retour de prolonger le délai de réalisation de huit à dix ans. Devant l’inertie de la Société et l’impatience des populations, l’administration consent un délai supplémentaire de trois ans (décret du 8 juillet 1874) qui ne change rien cependant dans l’attitude de la Société. Finalement l’administration décide, en juin 1877, de déposséder la Société de tous ses droits relatifs au chemin de fer (la ligne initiale, le prolongement et le raccordement). Toutefois, en contrepartie de son renoncement à la concession perpétuelle initiale et de l’intérêt de la ligne pour le ministère de la Guerre, l’État rachète, le 22 mars 1881, les parties utilisables du chemin de fer Épinac-Pont-d'Ouche pour la somme de 406 500 F.

### sous le PLM et la SNCF
Enfin, L’État confie (loi du 2 août 1886) la rectification de la ligne et son prolongement à Velars à la Compagnie du PLM. Malgré tout, le profil de la ligne reste très prononcé, avec des rampes de 22 ‰ entre Épinac et Cussy. L’ouverture de la ligne en totalité intervient le 1er juin 1905 et n’assure qu’un service voyageur, le trafic minier est dirigé vers Chagny et Dijon.
Le service voyageur est supprimé en février 1939. La section entre Épinac et Cussy est fermée définitivement en 1942, puis en 1968 celle de Cussy à Velars.

## L’épilogue
L’histoire du chemin de fer d’Épinac est l’exemple de la conception utopiste par un industriel, Blum, d’un réseau ferroviaire à l’échelle du pays tel qu’ont pu le concevoir, comme lui, certains visionnaires de l’époque, non avertis des contraintes que ce nouveau moyen de transport exigeait. La construction rudimentaire et imparfaite de ce chemin de fer industriel, tardivement modernisé en partie, ne lui a jamais donné le caractère d’une ligne d’intérêt local, et encore moins d’intérêt général, qui aurait pu lui permettre d’envisager un avenir à la hauteur des espérances de son initiateur.
Toutefois, malgré son archaïsme et à l'instar des premiers chemins de fer de l'époque tel celui de Saint-Étienne à la Loire, ce chemin de fer a permis le développement du bassin houiller d'Épinac.
La situation de la Côte-d'Or à l’époque de la construction du chemin de fer d’Épinac lui autorisait les plus grands espoirs que l’avenir cependant n’a pas confirmé, car les usines disséminées dans la région du Châtillonnais ou de Dijon étaient trop éloignées du canal de Bourgogne pour pouvoir lui offrir les débouchés espérés. Elles étaient surtout un type d’entreprises trop petites pour pouvoir lutter avec les grandes régions métallurgiques qui se développèrent au nord et au nord-est. Le chemin de fer d’Épinac n’a pas sauvé la métallurgie de Bourgogne et la houille d’Épinac trouva d’autres débouchés que ceux initialement envisagés.

## Souvenir

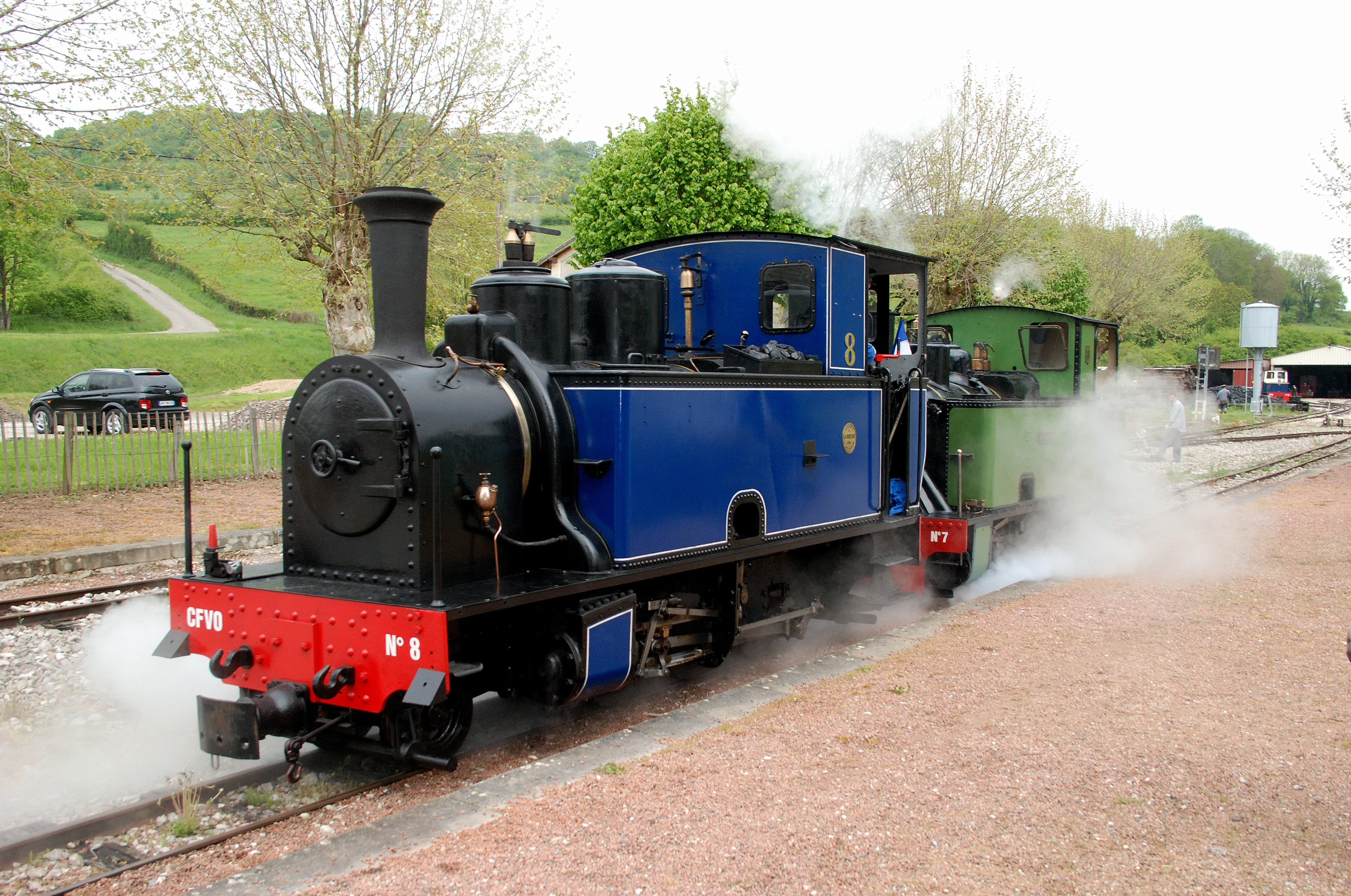
le train touristique de la vallée de l'Ouche.

Il existe des jetons de présence au conseil d’administration de la Compagnie des houillères et du chemin de fer d’Épinac, non datés ; un premier modèle (circa 1842) à l’effigie de Louis-Philippe et un second modèle à l’effigie de Napoléon III. De même, ont été éditées des monnaies de nécessité pour l’économat de la Société anonyme des houillères et du chemin de fer d’Épinac,. Cet économat, créé en 1861 cessa de fonctionner en 1886 par mesure d’ordre économique.
La partie extrême de la ligne, après Bligny vers Pont d’Ouche, a été transformée pour la circulation d’un train touristique à voie étroite (Chemin de fer de la vallée de l'Ouche) dont le parc moteur comprend des locomotives classées monuments historiques.
L'histoire du chemin de fer, des houillères et de la verrerie est racontée dans le musée de la mine d'Épinac.